# Pembroke, Georgia
Pembroke är administrativ huvudort i Bryan County i Georgia. Pembroke uppstod i slutet av 1800-talet som järnvägsort och fick sitt namn efter ortsbon Pembroke Whitfield Williams. År 1905 fick Pembroke status som kommun. Enligt 2010 års folkräkning hade orten 2 196 invånare.

## Kända personer från Pembroke
- Jabbo Smith, jazzmusiker